# روبرت إي. كورني
روبرت إي. كورني (بالإنجليزية: Robert E. Cornish)‏ هو أحيائي أمريكي، ولد في 21 ديسمبر 1903 في سان فرانسيسكو في الولايات المتحدة، وتوفي بنفس المكان في 6 مارس 1963.